# Isles-les-Meldeuses
Isles-les-Meldeuses település Franciaországban, Seine-et-Marne megyében. Lakosainak száma 780 fő (2022. január 1.). Isles-les-Meldeuses Tancrou, Armentières-en-Brie, Congis-sur-Thérouanne, Germigny-l’Évêque és Mary-sur-Marne községekkel határos.

## Népesség
A település népességének változása:
| Lakosok száma | 798  | 797  | 806  | 806  | 813  | 815  | 819  | 799  | 780  |
|               | 2013 | 2015 | 2016 | 2017 | 2018 | 2019 | 2020 | 2021 | 2022 |